# Tiger Flowers (libro)
Tiger Flowers (en español «flores de tigre») es un libro ilustrado de 1994 escrito por Patricia Quinlan e ilustrado por Janet Wilson. Cuenta la historia de un niño que reflexiona sobre los recuerdos de su tío que recientemente murió de sida, y fue publicado por Dial Books for Young Readers el 1 de mayo de 1994. Los críticos generalmente elogiaron el libro por presentar los difíciles temas del sida y la muerte para un público más joven, así como las ilustraciones de Wilson. Fue finalista del Premio Literario Lambda de Literatura Infantil y Juvenil en 1995.

## Sinopsis
Joel, un niño, está de luto por la muerte de su tío Michael por complicaciones relacionadas con el sida. Mientras explica la muerte a su hermana menor Tara, recuerda las cosas que él y Michael hicieron juntos: construir una casa en el árbol, plantar lirios tigre en el jardín y asistir a un partido de béisbol con Peter, el compañero de Michael. Michael se había mudado con la familia de Joel después de que Peter murió de sida. Joel es consolado por su madre, quien le dice que el dolor se desvanecerá con el tiempo. Sin poder dormir una noche, visita la casa del árbol y ve salir el sol sobre los lirios tigre. Joel elige una para Tara, diciéndole que las «flores de tigre» eran las favoritas de Michael y siempre serán sus favoritas también.

## Antecedentes y publicación
Quinlan escribió Tiger Flowers para ayudar a los niños a comprender el duelo. Ella eligió enfocarse en el sida, en lugar del cáncer o una muerte por causas naturales, porque había relativamente menos libros para niños sobre el tema. La frase «un lugar oscuro», que describe el dolor de Joel, se cambió a «un lugar frío» ante la insistencia del editor de Quinlan, quien sintió que la frase original y la ilustración de Wilson de una silueta de árbol podrían parecer potencialmente insensibles a las razas. Quinlan inicialmente argumentó en contra del cambio, pero finalmente estuvo de acuerdo para que el libro pudiera publicarse, y Wilson modificó la ilustración adjunta. Las ilustraciones del libro están principalmente en tonos de verde, amarillo y naranja.
El libro fue publicado por Dial Books for Young Readers el 1 de mayo de 1994.

## Recepción
Tiger Flowers fue finalista del Premio Literario Lambda de Literatura Infantil y Juvenil en 1995. Recibió críticas en su mayoría positivas de los críticos, que elogiaron sus intentos de presentar temas difíciles, incluido el sida y la muerte, a los niños. Janice Del Negro de Booklist observó en ese momento que era «uno de los pocos títulos para abordar este problema tan real para los niños de hoy». En una reseña para Canadian Literature, J. R. Wytenbroek estuvo de acuerdo en que el libro sería un recurso útil para los niños en duelo y lo describió como «sensible y oportuno», aunque sintió que algunas partes de la historia eran demasiado obvias. Un crítico de Publishers Weekly criticó el libro por no centrarse más en el sida y la homosexualidad, y señaló que la enfermedad solo se menciona dos veces. Las ilustraciones de Wilson recibieron elogios, y un crítico de Quill & Quire escribió que los colores brillantes y su "estilo familiar de alto realismo" ayudaron a compensar el tema oscuro del libro.
En 1999, el padre de un estudiante de la escuela primaria Bear Creek en Euless, Texas, se quejó de que la biblioteca escolar de su hija no debería tener Tiger Flowers en su colección, protestando por el tema del libro. El padre fue asesorado por el conservador Centro Estadounidense por el Derecho y la Justicia y buscó que el libro se guardara en la oficina del consejero escolar en lugar de en la biblioteca. Un comité del distrito votó a favor de la decisión de la biblioteca de quedarse con el libro, indicando que sería un recurso beneficioso para los niños sobre temas que de otra manera no se sentirían cómodos discutiendo con los adultos. Los miembros de la junta escolar del distrito más tarde consideraron que el libro era «adecuado desde el punto de vista educativo» y mantuvieron la decisión del comité en una votación de 3 a 1. Un fideicomisario describió a Tiger Flowers como «uno de los libros más inocuos que he leído».